# Sexofobia
La sexofobia es el miedo a los órganos sexuales o a las actividades sexuales y, en un sentido más amplio, el miedo a la sexualidad. Como tal, puede aplicarse a la actitud de una persona basada en su formación educativa, su experiencia personal y su psique, o a la estigmatización general por parte de entidades colectivas como grupos religiosos, instituciones y/o estados.

## Salud
La sexofobia en el discurso clínico repercute en la forma en que los pacientes hablan con sus médicos, ya que se manifiesta en las estrategias de comunicación que se emplean para hablar de problemas de salud privados. En ese sentido, el uso de un vocabulario neutro y velado por parte de los médicos puede disuadir a los pacientes de hablar abiertamente de sus problemas sexuales.
Por otra parte, la historiadora y socióloga Cindy Patton ha identificado la sexofobia como una de las principales tendencias que caracterizaron el desarrollo de la segunda fase de la epidemia del VIH en Gran Bretaña, junto con la homofobia y la germofobia.

## Relación con la homofobia
La sexofobia como miedo al sexo puede estar vinculada a actitudes y comportamientos homófobos, Martin Kantor, mediante una investigación de campo, describió a muchos homófobos como «básicamente sexófobos», que temen y detestan las relaciones sexuales, tanto entre parejas del mismo sexo como entre parejas heterosexuales.